# Reidsville (Carolina del Norte)
Reidsville es una ciudad situada en el condado de Rockingham, Carolina del Norte, Estados Unidos. Tiene una población estimada, a mediados de 2023, de 14 585 habitantes.

## Geografía
La localidad está ubicada en las coordenadas 36°20′29″N 79°40′26″O / 36.34139, -79.67389 (36.341304, -79.673826). Según la Oficina del Censo, tiene una superficie total de 42.09 km², de los cuales 38.36 km² corresponden a tierra firme y 3.73 km² están cubiertos de agua.

## Demografía

### Censo de 2020
Según el censo de 2020, en ese momento la localidad tenía una población de 14 583 habitantes. La densidad de población era de 380.16 hab./km².
| Raza                   | Núm.   | Porc.   |
| ---------------------- | ------ | ------- |
| Blancos                | 7197   | 49.35%  |
| Afroamericanos         | 5913   | 40.55%  |
| Amerindios             | 52     | 0.36%   |
| Asiáticos              | 91     | 0.62%   |
| Isleños del Pacífico   | 13     | 0.09%   |
| De otras razas         | 524    | 3.59%   |
| De una mezcla de razas | 793    | 5.44%   |
| Total                  | 14 583 | 100.00% |

Del total de la población, el 7.04% eran hispanos o latinos de cualquier raza.

### Estimación 2019-2023
Según la estimación 2019-2023 de la Oficina del Censo, los ingresos medios de los hogares de la localidad son de $42,702 y los ingreso medios de las familias son de $54,746. Los ingresos per cápita en los últimos doce meses, medidos en dólares de 2023, son de $24,791. Alrededor del 24.9% de la población está bajo la línea de pobreza nacional.